# Lymantria pendleburyi
Lymantria pendleburyi är en fjärilsart som beskrevs av Collenette 1932. Lymantria pendleburyi ingår i släktet Lymantria och familjen tofsspinnare. Inga underarter finns listade i Catalogue of Life.